# Шаповалов, Сергей Александрович
Сергей Александрович Шаповалов (род. 19 июля 1951, Миллерово, Ростовская область) — бывший заместитель руководителя Россотрудничества, действительный государственный советник Российской Федерации 1-го класса.

## Биография
Родился в семье военнослужащего, русский. 1968—1973 годы — обучение в Новочеркасском политехническом институте по специальности «инженер-электромеханик».
1973—1975 годы — служба в Вооруженных Силах: начальник связи танкового батальона в Северо-кавказском военном округе.
1975—1977 годы — инженер, начальник лаборатории производственного объединения «Магнит», город Новочеркасск Ростовской области.
С 1977 по 1981 год — на комсомольской работе: секретарь комитета ВЛКСМ ПО «Магнит», секретарь — заведующий отделом учащейся и студенческой молодежи Новочеркасского горкома ВЛКСМ, первый секретарь горкома ВЛКСМ.
В 1981—1983 годах — слушатель Ростовской межобластной высшей партийной школы.
В 1983—1988 годах на партийной работе: инструктор Новочеркасского горкома КПСС, заведующий организационным отделом Промышленного райкома КПСС г. Новочеркасска, второй секретарь Промышленного райкома КПСС, заместитель заведующего отделом социально-экономического развития горкома КПСС.
С 1988 по 1990 год работал в научно-производственном объединении «Новочеркасский электровозостроительный завод» заместителем начальника аппаратного цеха, начальником цеха, председателем профсоюзного комитета объединения.
В марте 1990 года был избран председателем Новочеркасского городского Совета народных депутатов.
С ноября 1991 по январь 1994 года — заместитель главы администрации (губернатора) Ростовской области по строительству, коммунальному хозяйству и энергетике.
В 1993—1995 годах — депутат Государственной Думы Российской Федерации I созыва, председатель Комитета по делам Федерации и региональной политике.
С февраля 1996 года находился на различных должностях в Администрации Президента Российской Федерации: начальник отдела, заместитель начальника Управления, начальник Управления.
В 2001—2004 годах — директор департамента региональных связей компании «Русал».
С июля 2004 по октябрь 2008 года — начальник департамента региональной политики Управления Президента Российской Федерации по внутренней политике.
С октября 2008 по июнь 2009 года — вице-президент группы компаний «ЭСТАР».
В июле 2009 года назначен начальником Управления — секретариата Руководителя Федерального агентства по делам Содружества Независимых Государств, соотечественников, проживающих за рубежом, и по международному гуманитарному сотрудничеству (Россотрудничество).
В ноябре 2009 года Указом Президента России назначен заместителем Руководителя Россотрудничества.
С июня 2012 года до июня 2016 года - руководитель представительства Россотрудничества в Палестине, директор Российского центра науки и культуры, город Вифлеем.
Владеет немецким языком.
Награждён медалями, в том числе медалью ордена «За заслуги перед Отечеством» II степени за большой вклад в реализацию внешнеполитического курса Российской Федерации и многолетнюю добросовестную работу.

## Семья
Женат. Имеет трёх детей - двух дочерей и сына, три внучки и два внука.